# ケプラー26
ケプラー26 (英語:Kepler-26) とは、地球から見てこと座の方向の1591光年先にある、太陽の6割の質量と半径を持つK型主系列星である。複数の太陽系外惑星が発見されている。
| 太陽 | ケプラー26 |
| ---- | ---------- |
| 太陽 | Exoplanet  |

## 惑星系
ケプラーの観測により、ケプラー26の周りには4つの系外惑星が発見されている。
2012年に、2つの惑星と1つの惑星候補がトランジット法を用いて検出された。このうち、ケプラー26bとケプラー26cは質量と半径が共にほとんど同じである。bとcは木星の38％(地球の120倍)未満の質量と木星の32％(地球の3.6倍)の半径を持つことから、海王星サイズのガス惑星だと考えられている。
惑星候補であるケプラー26dは、地球とあまり大きさが変わらない岩石惑星だと考えられている。しかし、恒星から 0.039 au の距離をわずか3.5日で公転しているため、表面温度は 626 K (353℃) にもなり、生命が存在する可能性はほとんど無い。なお2012年時点では惑星であるとの確証が得られていなかったが、後の観測により2014年に惑星であることが確認された。
ケプラー26から最も遠い軌道を公転しているケプラー26eは2014年に発見され、地球の2.41倍の半径を持つ。この大きさは、地球と同じく岩石で構成された地球より大きい岩石惑星であるスーパーアースか、あるいは海王星サイズのガス惑星かの両方の可能性がある。この惑星はケプラー26のハビタブルゾーン(液体の水が存在できる領域)の中を公転しており、表面温度は0℃に近いとされている。そのため、この惑星には生命が生息していけるかもしれない。
| 名称 （恒星に近い順） | 質量      | 軌道長半径 （天文単位） | 公転周期 (日) | 軌道離心率 | 軌道傾斜角 | 半径    |
| --------------------- | --------- | ----------------------- | ------------- | ---------- | ---------- | ------- |
| d                     | —         | 0.039                   | 3.543919      | —          | 89.95°     | 1.07 R⊕ |
| b                     | <0.38 MJ  | 0.085                   | 12.2829       | —          | 89.38°     | 3.6 R⊕  |
| c                     | <0.375 MJ | 0.107                   | 17.2513       | —          | 88.81°     | 3.6 R⊕  |
| e                     | —         | 0.22                    | 46.827915     | —          | 89.95°     | 2.41 R⊕ |